# Ватерполо репрезентација Ирана
Ватерполо репрезентација Ирана представља Иран на међународним ватерполо такмичењима.
Највећи успех репрезентације је златна медаља на Азијским играма 1974, такође је освојила једну сребрну и бронзану медаљу у ФИНА Развојном трофеју.

## Резултати на међународним такмичењима

### Олимпијске игре
- 1900 - 1936: Није учествовала
- 1948 - 1972: Није се квалификовала
- 1976: 12. место
- 1980: Није се квалификовала
- 1984 - 1988: Није учествовала
- 1992 - 2008: Није се квалификовала

### Светско првенство
- 1973: Није се квалификовала
- 1975: 15. место
- 1978 - 1994: Није се квалификовала
- 1998: 15. место
- 2001 - 2011: Није се квалификовала

### Азијске игре
| - 1951: Није се квалификовала - 1954: Није учествовала - 1958: Није се квалификовала - 1962: Није учествовала - 1966: Није се квалификовала - 1970: 4. место | - 1974: Победник - 1978: Није учествовала - 1982: Није се квалификовала - 1986: 4. место - 1990: 6. место - 1994: 4. место | - 1998: 4. место - 2002: 4. место - 2006: 4. место - 2010: Није се квалификовала |

### Светски куп
- 1976 - 2006: Није се квалификовала
- 2010: 10. место

### Светска лига
- 2002 - 2007: Није учествовала
- 2008: Квалификациони турнир
- 2009: Квалификациони турнир
- 2010: Квалификациони турнир
- 2011: Није учествовала

### ФИНА Развојни трофеј
- 2007:  3. место
- 2009: Није учествовала
- 2011:  2. место